# Astragalus aspindzicus
Astragalus aspindzicus là một loài thực vật có hoa trong họ Đậu. Loài này được Manden. & Chinth. miêu tả khoa học đầu tiên.